# خورخي ثوريغييتا
خورخي زوريغويتا (بالإسبانية:Jorge Zorreguieta)(ولد في بوينس آيرس، في 28 يناير 1928- توفي 8 أغسطس 2017)، كان سياسي أرجنتيني. كان وزير الدولة ووزير الزراعة في نظام الدكتاتور الجنرال خورخي فيديلا . وهو والد ماكسيما ملكة هولندا.